# Bubi Aderhold
Kurt Horst Erich „Bubi“ Aderhold (* 28. Februar 1924 in Lüneburg; † 17. August 2008 in Bergisch Gladbach) war ein deutscher Jazzmusiker (Klarinette, Tenor-, später Baritonsaxophon, auch Flöte und Altflöte).

## Leben und Wirken
Aderhold absolvierte im Alter von 15 Jahren zunächst eine Lehre als Klarinettist bei Musikdirektor Paul Huhn. Nach einem 7-monatigen Aufenthalt am Vogt‘schen Konservatorium in Hamburg erfolgte die weitere Ausbildung bis zu seiner Einberufung 1942 an der Braunschweigischen Staatsmusikschule. Es folgten eine Reihe von Konzerten mit Joe Wick und seinem Tanzorchester, das zur Betreuung der alliierten Truppen in Deutschland unterwegs war. Mit anderen Musikern dieser Band wechselte er 1948 zum Orchester von Kurt Edelhagen, um zunächst für den Bayerischen Rundfunk in Nürnberg und dann für den Südwestfunk in Baden-Baden zu spielen. Kurz nachdem Edelhagen 1957 mit seinem Orchester zum Westdeutschen Rundfunk wechselte, wurde er dort vorrangig auf dem Baritonsaxophon eingesetzt und doppelte dieses zunehmend mit der Flöte. Er blieb bis zu dessen Tod 1982 bei Edelhagen. Im Anschluss folgten freiberufliche Engagements bei Ferdy Klein und Peter Herbolzheimer.
Im Bereich des Jazz war Aderhold zwischen 1948 und 1991 an 92 Plattenaufnahmen beteiligt. Er ist auf zahlreichen Jazz-Aufnahmen, u. a. von Dusko Goykovich und dem Orchester von Francy Boland (1976) zu hören. Als Teil der Bigband von Peter Herbolzheimer spielte er 1985 mit Dizzy Gillespie, als langjähriges Mitglied der Edelhagen Big Band wirkte er bei zahlreichen Rundfunk- und Plattenaufnahmen, Auftritten, Festivals und Tourneen mit (1964 in der Sowjetunion, 1965 im Libanon, 1966 in Kairo und Alexandria) und spielte mit dem Edelhagen-Orchester 1972 bei der Eröffnungsfeier der Olympischen Spiele in München.
Daneben arbeitete er auch als Studiomusiker, etwa für Berry Lipman, für Herbert Grönemeyer (Zwo) und für Wolfgang Niedecken (Schlagzeiten).